# Madalena Boavida
Maria Madalena Brites Boavida ist eine osttimoresische Politikerin. Sie ist Mitglied der FRETILIN.

## Werdegang
Boavida stammt aus der heutigen Gemeinde Ermera. Dank eines Stipendiums erhielt sie 1974 die Möglichkeit in Portugal zu studieren. Dort kam sie in Kontakt mit Studenten aus den afrikanischen Kolonien Portugals und den dortigen Unabhängigkeitsbewegungen, wonach sie sich ebenfalls für die Unabhängigkeit Portugiesisch-Timor einsetzte. Doch nur neun Tage nach der Unabhängigkeitserklärung Osttimors durch die FRETILIN besetzte Indonesien das Land. Boavida gehörte zur sogenannten Maputo-Gruppe, FRETILIN-Mitglieder, wie der spätere Premierminister Marí Alkatiri, die die Besetzung (1975–1999) in Mosambik verbrachten.
Nach dem Rücktritt von Fernanda Borges wurde Boavida am 30. April 2002 Finanzministerin Osttimors. Zunächst noch unter der Verwaltung der Vereinten Nationen, ab dem 20. Mai 2002 im unabhängigen Osttimor. Zuvor war sie Finanzdirektorin der Timor-Gap-Behörde, mit der Osttimor und Australien gemeinsam die Erdöl- und Erdgasfelder im umstrittenen Seegebiet ausbeuten wollten. Das Amt hatte Boavida bis zum 8. August 2007 inne, als die FRETILIN die Regierung nach dem Verlust der absoluten Mehrheit bei den Parlamentswahlen 2007 abgeben musste. Neue Finanzministerin wurde Emília Pires.
2013 wurde Boavida zum Mitglied ohne Leitungsfunktion im Rat der Zentralbank von Osttimor ernannt.